# Хосров II Великий
Хосров II (вірм. Խոսրով Բ) — цар Вірменії з династії Аршакідів.

## Життєпис
Хосров II був сином Трдата II. Вірменські джерела часто плутають Хосрова II з його дідом Хосровом I.
З 226 до 238 року Трдат II протистояв Ардаширу I, першому цареві й засновникові Держави Сасанідів. Після дванадцяти років боротьби, незважаючи на поразку Трдата II, Ардашир I разом зі своєю армією залишив межі Вірменії.
Хосров II успадкував своєму батькові після його смерті 252 року. Коли Хосров II зайняв престол, столицею держави було місто Вагаршапат.
Хосров II мав двох дітей (ім'я дружини невідоме): доньку на ім'я Хосровідукт та сина, майбутнього вірменського царя, Трдата III.
Правління Хосрова II було вкрай нетривалим: того ж 252 року його було вбито Анаком Парфійським. Владу над царством перебрав особисто перський цар Шапур I, який призначив намісником свого сина Ормізда. Лише у 285 році новий намісником став Тірдат, який у 286 році став царем.